# Вальдони, Пьетро
Пьетро Вальдони (исп. Pietro Valdoni; 22 февраля 1900, Триест — 23 ноября 1976, Рим) — итальянский хирург. Вице-президент Римской медицинской академии, Итальянского хирургического общества и Итальянского общества гастроэнтерологов.

## Биография
С 1924 г. по 1938 г. — ассистент Римской хирургической клиники, затем профессор Университетской хирургической клиники в Кальяри, кафедры хирургической патологии в Моденском и Флорентийском университетах. 
С 1946 года — профессор хирургической патологии в Риме.
Выступал с докладами на международных хирургических конгрессах с проблемами артериальной гипертонии (Брюссель, 1939 год), аллергии в брюшной хирургии (Париж, 1951 год), митрального стеноза (Лиссабон, 1953 год).
Им осуществляются операции эмбулэктомии легочной артерии (10-й случай в мировой практике, завершившийся выздоровлением), расширенной пневмоэктомии, операции на сердце (при митральном стенозе, при тетраде Фалло, лечение коарктации аорты посредством гомотрансплантатов).

## Литературные труды
Вальдони написал 1100 научных работ, которые посвящены брюшной и грудной хирургии, а также операциям на периферических артериях. 
Автор руководства по хирургической патологии, выдержавшего пять изданий.

## Достижения
Президент Итальянского хирургического общества и вице-президент Итальянского общества гастроэнтерологов. 
Почетный член Всесоюзного общества хирургов СССР (1955), медицинских и хирургических обществ Австрии, Англии, Испании, США, Франции и ряда других стран. 
За работу в области общественного здравоохранения награжден золотой медалью Итальянского общества Красного Креста.